# Japán túraautó-bajnokság
A japán túraautó-bajnokság (rövidítve: 1985-1993: JTC, 1994-1998: JTCC, hivatalos nevén All Japan Touring Car Championship, japánul: 全日本ツーリングカー選手権), egy Japánban megrendezett túraautó-versenysorozat volt. A széria fennállása alatt különböző szabályozások szerint zajlott, többek között olyan kategóriákban, mint az A csoport és a Super Touring, amelyekben japán és külföldi gyártású autók egyaránt versenyezhettek. A bajnokság utolsó kiírását 1998-ban futották, bár 2012-re tervezték a széria újraindítását, de ez egy sikertelen kísérlet maradt. 2019-ben végül indult egy új túraautó sorozat az országban, a japán TCR-bajnokság, a TCR szabályzatát használva.

## A bajnokság története
A sorozat történetét az 1960-as évek végéig lehet eredeztetni, amikor is a C10 Skyline GT-R-ek uralták a túraautózást Japánban, egészen addig, amíg a Mazda Savanna RX-3-as modellje véget nem vetett a dominanciának. A Group 5 autók 1970-es évek második felében való megjelenésével a sorozatot 1979-ben a Super Silhouette osztály váltotta fel, amelyet a Fuji Grand Champion Series betétfutamaként rendeztek meg. A sorozatot beolvasztották, majd később 1984-ben felváltotta az All Japan Sports Prototype Championship.
A sorozat aztán 1985-ben újjáéledt az A csoportos autók részvételével, és ahogy más országokban is szokás volt, három divízióra osztották, az 1980-as évek végére a 3. divízióban a Toyota Suprák, a Nissan Skyline-ok és az európai Ford Sierra RS500-ak között folyt szoros küzdelem, a 2. divízióban főleg a BMW M3-asok versenyeztek, az 1. divízióban pedig a Honda Civic és a Toyota Corolla között folyt a küzdelem. A szezon legjelentősebb versenyének az InterTEC 500 km számított, amelyet a Fuji Speedwayen rendeztek novemberben, és amely gyakran vonzotta az európai és ausztrál bajnokságok legjobb csapatait és versenyzőit is. A versenyre gyakran utaztak el olyan top túraautó-pilóták, mint Tom Walkinshaw, Peter Brock, Allan Moffat, Allan Grice és Klaus Niedzwiedz. Az InterTEC 1987-ben a túraautó-világbajnokság naptárában is szerepelt.
1993-ra, sok más A csoportos sorozathoz hasonlóan, a sorozat egy márkássá vált: a Nissan GT-R kizárólag a legfelső kategóriában szerepelt (amely négyéves veretlenségi sorozatot tartott fenn), amelyet a BMW M3-asok követtek a másodosztályban, míg a JTC-3-as divízió (a legfelső és a legalsó divízió 1988-ban helyet cserélt) csak Toyota Corollákból és Honda Civicekből állt. A következő évben a sorozat átállt az FIA Supertouring formulájára. A három nagy japán gyártó új formulában indított autói kezdetben a Nissan Primera, a Honda Civic Ferio, az Accord és a Toyota Corona, valamint az E110 Corolla voltak. A Supertouring-korszak első szezonjának utolsó fordulója egyben az 1994-es Ázsia-csendes-óceáni túraautó-bajnokság része is volt. 1997-re, ahogy a II. osztályú autók egyre drágábbá és bonyolultabbá váltak – ez a probléma kezdte sújtani a szabályrendszert használó többi nemzetközi sorozatot is –, valamint a JGTC erős konkurenciája miatt a szervezők változtatásokat eszközöltek a szabályokon, hogy megfeleljenek a rajongók és a résztvevők szorosabb és versenyképesebb versenyek iránti igényeinek. A szabálymódosítások között szerepelt a megnövelt karosszériaszélesség (ami lehetővé tette a Toyota számára a nagyobb Toyota Chaser használatát) és a kipufogó zajhatárértékek emelése, valamint az első aerodinamikai eszközökre vonatkozó korlátozások bevezetése.

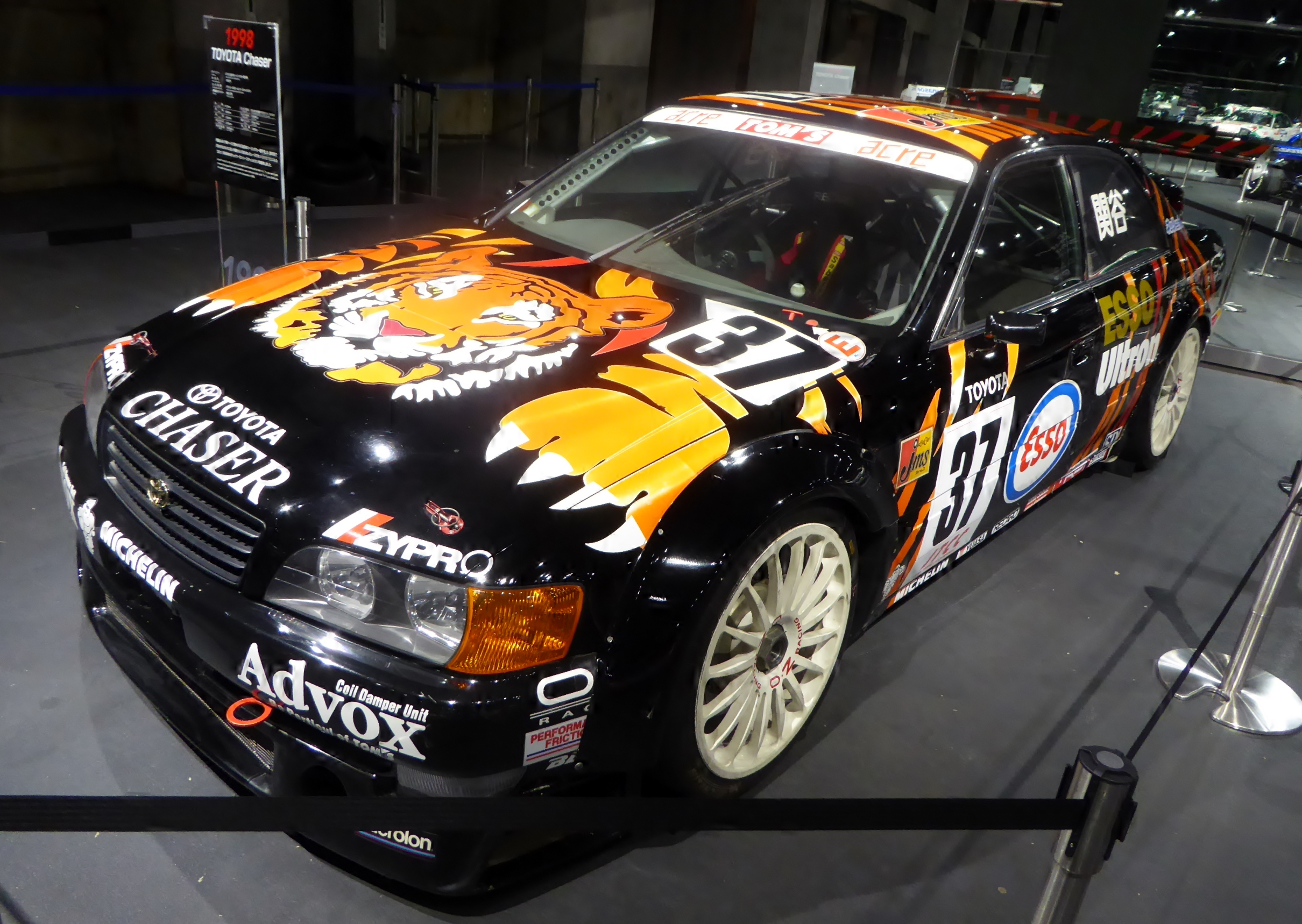
A széria utolsó bajnok autója, Toyota Chaser, amit a TOM'S csapata versenyeztetett

1998-ban a Nissan pénzügyi problémák miatti kivonult a szériából, a Honda pedig szintén a távozás mellett döntött, hogy a Formula–1-es programjára koncentrálhasson (akkoriban a Mugen Motorsport motorszállítói tevékenységét végezte), valamint utóbbi azt is felismerte, hogy olcsóbb lenne számukra az NSX mödellük versenyeztetése a japán Grand Touring bajnokságban, így a Toyota maradt az egyetlen gyártó a bajnokságban, amely a Corona EXIV és a Chaser versenyautókat használta. Alkalmanként egy pár, egymástól függetlenül futó Subaru Impreza is versenyzett a gyári Toyoták ellen. A Nissan és a Honda is részt vett a brit túraautó-bajnokságban, miután kiléptek a JTCC-ből, azonban ezeket a programokat a saját európai részlegeik vezették, függetlenül kezelt költségvetéssel és csapatokkal. 1999-ben egy új formulával próbálkoztak, amelyet Super Silhouette Car Championshipre kereszteltek át, de nem jártak sikerrel, és a sorozatot megszüntették, mivel ekkorra már a három nagy japán autógyártónak egyaránt gyári nevezései voltak a JGTC-ben, amely ma Super GT néven ismert.
A JTCC-t 2013-ban akarták feltámasztani, Super 2000-es autószabályzattal és egy naptárral, amely öt japán és egy kínai futamból állt, a Kínai Túraautó Bajnoksággal partnerségben. A sorozattal eredetileg már 2012-ben vissza szerettek volna térni, de ezt a Tóhokuban történt földrengés és szökőár miatt határozatlan időre elhalasztották, és 2014 óta nem hallatott magáról a széria. A túraautóversenyzés végül 2019-ben tért vissza Japánba, a japán TCR-bajnokság révén, a TCR szabályai szerint és a Super Formula betétfutamaiként. A TCR túraautók már korábban, 2017 óta indulnak a Super Taikyu Series-ben is.
A bajnokság életében egy halálos baleset történt: Hagivara Akira egy 1986-os Sportsland SUGO-i tesztelésen vesztette életét, miután egy korlátnak ütközött és autója lángra lobbant.

## Bajnokok

### JTC (1985-1993)

#### JTC-1

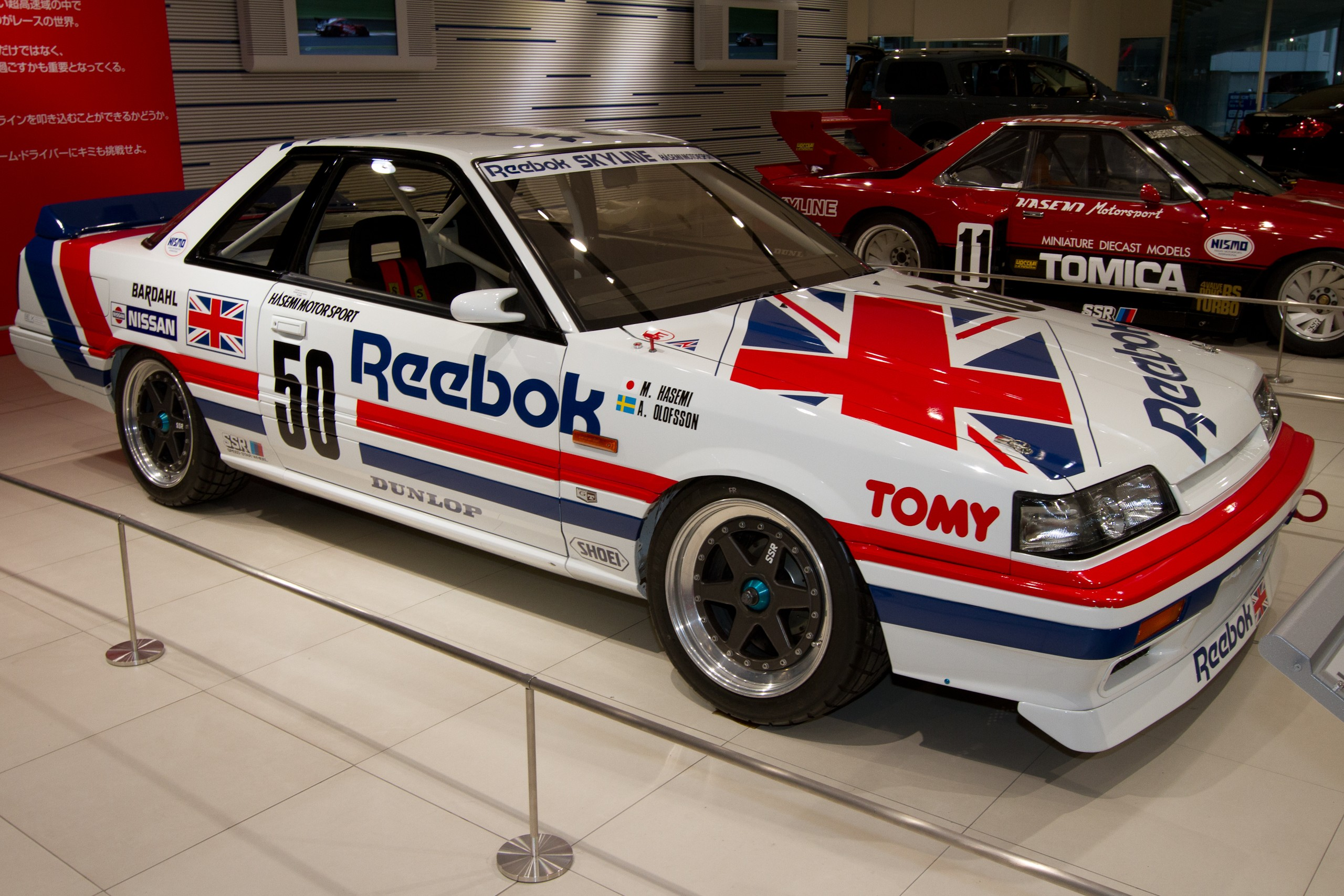
Az 1989-es szezonban használt Nissan Skyline GTS-R

A JTC-1 osztályban, más néven az 1. divízióban a 2501 köbcentiméteres vagy annál nagyobb hengerűrtartalmú autók indulhattak. 1985 és 1987 között a 3. divízió néven volt ismert.
| Év        | Egyéni                            | Egyéni   | Egyéni                                     |               | Gyártó |
| Év        | Versenyző                         | Csapat   | Autó                                       | Bajnok gyártó |        |
| --------- | --------------------------------- | -------- | ------------------------------------------ | ------------- | ------ |
| 1985      | Nagaszaka Naoki Mogi Kazuo        | Beaurex  | BMW 635CSi                                 | BMW           |        |
| 1986      | Szuzuki Aguri                     | NISMO    | Nissan Skyline RS                          | Nissan        |        |
| 1987      | Nagaszaka Naoki                   | Object T | Ford Sierra RS Cosworth, Ford Sierra RS500 | Ford          |        |
| 1988      | Jokosima Hiszasi                  | Object T | Ford Sierra RS Cosworth, Ford Sierra RS500 | Ford          |        |
| 1989      | Haszemi Maszahiro Anders Olofsson | Hasemi   | Nissan HR31 Skyline GTS-R                  | Ford          |        |
| 1990      | Hosino Kazujosi Szuzuki Tosio     | Impul    | Nissan BNR32 Skyline GT-R                  | Nissan        |        |
| 1991      | Haszemi Maszahiro Anders Olofsson | Hasemi   | Nissan BNR32 Skyline GT-R                  | Nissan        |        |
| 1992      | Haszemi Maszahiro Fukujama Hideo  | Hasemi   | Nissan BNR32 Skyline GT-R                  | Nissan        |        |
| 1993      | Kagejama Maszahiko                | Impul    | Nissan BNR32 Skyline GT-R                  | Nissan        |        |
| Források: |                                   |          |                                            |               |        |

#### JTC-2
A JTC-2 osztályban, más néven 2. divízióban 1,601 – 2,500 köbcentiméter közötti hengerűrtartalmú autók indulhattak.
| Év        | Versenyző                              | Autó              |
| --------- | -------------------------------------- | ----------------- |
| 1985      | Cujimoto Szeiicsiro                    | Nissan Silvia     |
| 1986      | Takaszugi Josinari                     | Mitsubishi Mirage |
| 1987      | Janagida Haruto                        | BMW M3            |
| 1988      | Janagida Haruto Will Hoy               | BMW M3            |
| 1989      | Takahasi Kendzsi                       | BMW M3            |
| 1990      | Roland Ratzenberger Nakagava Takamasza | BMW M3            |
| 1991      | Roland Ratzenberger Thomas Danielsson  | BMW M3            |
| 1992      | Mogi Kazuo                             | BMW M3            |
| 1993      | Andrew Gilbert-Scott Nakaja Akihiko    | BMW M3            |
| Források: |                                        |                   |

#### JTC-3

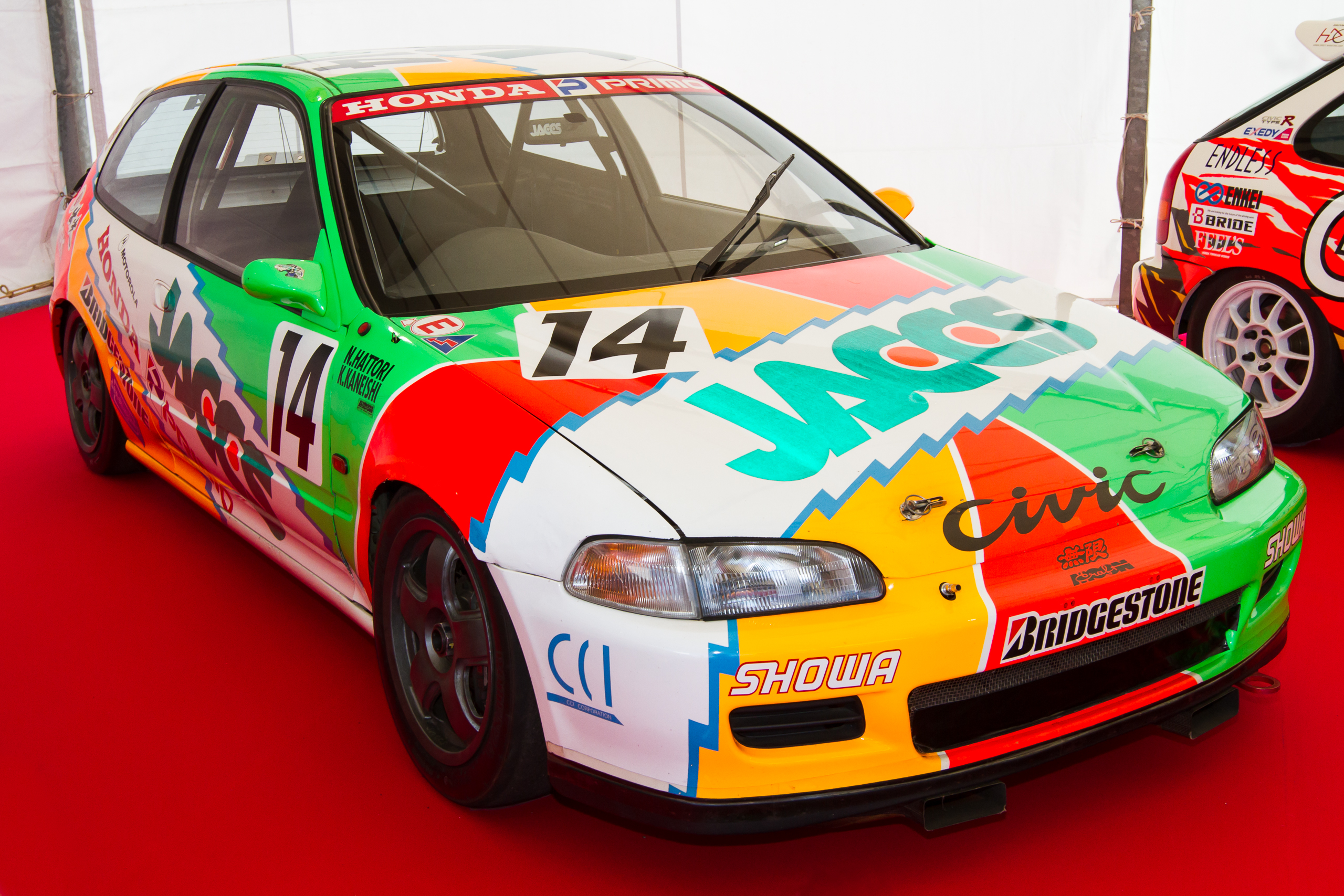
A 14-es rajtszámú Honda Civic SiR-II az 1993-as szezonból

A JTC-3 osztályban, más néven a 3. divízióban 1600 köbcentiméteres vagy annál kisebb hengerűrtartalmú autók indulhattak. 1985 és 1987 között Division 1 néven volt ismert.
| Év        | Egyéni                         | Egyéni               | Egyéni                                   |               | Gyártó |
| Év        | Versenyző                      | Csapat               | Autó                                     | Bajnok gyártó |        |
| --------- | ------------------------------ | -------------------- | ---------------------------------------- | ------------- | ------ |
| 1985      | Hosino Kaorou                  | Object T             | Toyota Corolla Levin AE86                | Toyota        |        |
| 1986      | Itó Karou Cucumi Tomohiko      | Object T             | Honda Civic Si E-AT                      | Toyota        |        |
| 1987      | Nakako Oszamu Okada Hideki     | Mugen                | Honda Civic Si E-AT                      | Honda         |        |
| 1988      | Nakako Oszamu Okada Hideki     | Mugen                | Honda Civic SiR EF3                      | Honda         |        |
| 1989      | Mogi Kazuo / Obata Szakae      | Tsuchiya Engineering | Toyota Corolla Levin AE92                | Honda         |        |
| 1990      | Szuzuki Keiicsi Nitta Morio    | Tsuchiya Engineering | Toyota Corolla Levin AE92                | Honda         |        |
| 1991      | Nakako Oszamu / Okada Hideki   | Mugen                | Honda Civic SiR EF9                      | Honda         |        |
| 1992      | Nakako Oszamu Okada Hideki     | Mugen                | Honda Civic SiR EF9, Honda Civic SiR EG6 | Honda         |        |
| 1993      | Hattori Naoki Kaneisi Kacutomo | Mooncraft            | Honda Civic SiR EG6                      | Honda         |        |
| Források: |                                |                      |                                          |               |        |

### JTCC (1994-1998)

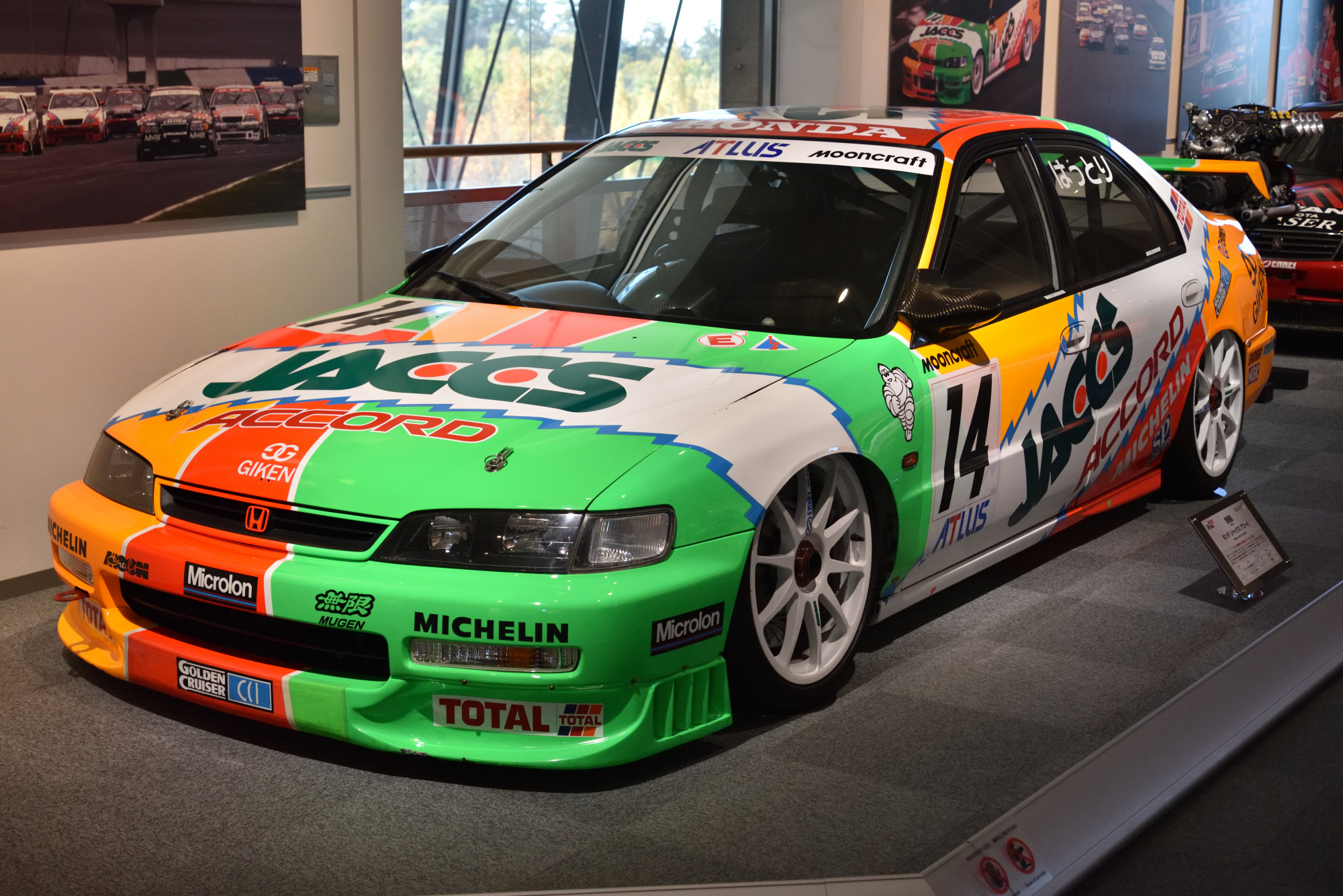
Egy 1996-os JTCC-s Honda Accord

| Év   | Egyéni            | Egyéni    | Egyéni          |               | Csapat |
| Év   | Versenyző         | Csapat    | Autó            | Bajnok csapat |        |
| ---- | ----------------- | --------- | --------------- | ------------- | ------ |
| 1994 | Szekija Maszanori | TOM'S     | Toyota Corona E | Schnitzer     |        |
| 1995 | Steve Soper       | Schnitzer | BMW 318i        | Schnitzer     |        |
| 1996 | Hattori Naoki     | Mooncraft | Honda Accord    | JACCS         |        |
| 1997 | Nakako Oszamu     | Mugen     | Honda Accord    | Mugen         |        |
| 1998 | Szekija Maszanori | TOM'S     | Toyota Chaser   | TOM'S         |        |

## Fordítás
Ez a szócikk részben vagy egészben  a   Japanese Touring Car Championship című angol Wikipédia-szócikk ezen változatának fordításán alapul.  Az eredeti cikk szerkesztőit annak laptörténete sorolja fel. Ez a jelzés csupán a megfogalmazás eredetét és a szerzői jogokat jelzi, nem szolgál a cikkben szereplő információk forrásmegjelöléseként.